# Danh sách kênh truyền hình tại Việt Nam
Dưới đây là danh sách kênh truyền hình đã và đang phát sóng tại Việt Nam. Danh sách này bao gồm các kênh truyền hình trong nước và các kênh truyền hình quốc tế, được phát sóng chính thức tại Việt Nam, bằng nhiều phương tiện truyền dẫn khác nhau (truyền hình cáp, truyền hình vệ tinh, truyền hình IPTV,...). 

## Các kênh đang phát sóng
| Đài/Cơ quan                                    | Các kênh |
| ---------------------------------------------- | --- |
| Đài Truyền hình Việt Nam                       | - Thương hiệu VTV: VTV1, VTV2, VTV3, VTV4, VTV5, VTV5 Tây Nam Bộ, VTV5 Tây Nguyên, VTV7, VTV8, VTV9, VTV Cần Thơ - Thương hiệu SCTV: SCTV Phim Tổng hợp, SCTV1, SCTV2 - TodayTV, SCTV3 - SeeTV, SCTV4, SCTV5 - SCJ TV Shopping, SCTV6 - Film 360, SCTV7 - SHOW TV , SCTV8 - VITV, SCTV9, SCTV10 - VTV Hyundai Home Shopping, SCTV11 - TV STAR, SCTV12, SCTV13, SCTV14 - Kênh Phim Việt, SCTV15 - SSPORT2, SCTV16, SCTV17 - SSPORT, SCTV18, SCTV19 - Channel T, SCTV20, SCTV21 - Việt Nam Ký Ức, SCTV22 - SSPORT1, SCTV4K - Thương hiệu VTVCab: ON Vie Giải Trí, ON Vie Dramas, ON Phim Việt, ON Cine, ON Movies - YouTV, ON Echannel, ON O2TV, ON Bibi, ON Kids, ON Info TV, ON Style TV, ON Music, ON Trending TV, ON VFamily, ON Life, ON Sports, ON Sports+, ON Sports News, ON Football, ON Golf, ON Home Shopping - VTV Hyundai Home Shopping - Thương hiệu K+: K+CINE, K+ACTION, K+SPORT1, K+SPORT2, K+KIDS |
| Cục Truyền thông Công an Nhân dân              | ANTV (Truyền hình Công an nhân dân) |
| Trung tâm Phát thanh – Truyền hình Quân đội    | QPVN (Truyền hình Quốc phòng Việt Nam) |
| Báo và phát thanh, truyền hình An Giang        | ATV1, ATV2, ATV3 |
| Đài Phát thanh – Truyền hình Bà Rịa – Vũng Tàu | BRT |
| Báo và phát thanh, truyền hình Bắc Ninh        | BTV |
| Đài Phát thanh – Truyền hình Bình Dương        | BTV1, BTV2, BTV9 - Bchannel |
| Báo và Đài Phát thanh – Truyền hình Bình Thuận | BTV6 - Shopping 24h |
| Báo và phát thanh, truyền hình Cà Mau          | CTV |
| Báo và phát thanh, truyền hình Cao Bằng        | CRTV |
| Báo và phát thanh, truyền hình Cần Thơ         | THTPCT1, THTPCT2, THTPCT3 |
| Báo và phát thanh, truyền hình Đà Nẵng         | DNRT1, DNRT2 |
| Báo và phát thanh, truyền hình Đắk Lắk         | DRT |
| Báo và phát thanh, truyền hình Điện Biên       | ĐTV |
| Báo và phát thanh, truyền hình Đồng Nai        | ĐNNRTV1 (ĐN1-NRTV), ĐNNRTV2 (ĐN2-NRTV), ĐNNRTV3 (ĐN3-NRTV) |
| Báo và phát thanh, truyền hình Đồng Tháp       | THĐT1, THĐT2 - Miền Tây |
| Báo và phát thanh, truyền hình Gia Lai         | GTV |
| Đài Phát thanh – Truyền hình Hà Nội            | H1, H2, HiTV, YouTV |
| Báo Hà Tĩnh                                    | BHTTV |
| Báo và phát thanh, truyền hình Hải Phòng       | THP, THP+ (THP2), THP3 |
| Đài Truyền hình Thành phố Hồ Chí Minh          | - Thương hiệu HTV: HTV1, HTV2 - Vie Channel, HTV3, HTV Key, HTV7, HTV9, HTV Thể thao - Thương hiệu HTVC: HTVC Thuần Việt, HTVC Gia Đình, HTVC Phụ Nữ, HTVC Phim, HTVC Ca Nhạc, HTVC Du Lịch & Cuộc Sống, HTVC+ |
| Báo và phát thanh, truyền hình Huế             | HUETV |
| Báo và phát thanh, truyền hình Hưng Yên        | HY |
| Báo và phát thanh, truyền hình Khánh Hòa       | KTV, KTV1 |
| Báo và phát thanh, truyền hình Lai Châu        | LTV |
| Báo và Đài Phát thanh – Truyền hình Lạng Sơn   | LSTV |
| Báo và phát thanh, truyền hình Lào Cai         | THLC |
| Báo và phát thanh, truyền hình Lâm Đồng        | LTV1, LTV2, LTV3 |
| Báo và phát thanh, truyền hình Nghệ An         | NTV |
| Báo và phát thanh, truyền hình Ninh Bình       | NBTV |
| Báo và phát thanh, truyền hình Phú Thọ         | PTV |
| Báo và phát thanh, truyền hình Quảng Ngãi      | QNgTV |
| Báo và phát thanh, truyền hình Quảng Ninh      | QTV1, QTV3 |
| Báo và phát thanh, truyền hình Quảng Trị       | QTTV |
| Báo và phát thanh, truyền hình Sơn La          | STV |
| Báo và phát thanh, truyền hình Tây Ninh        | TTV1, TTV2 |
| Báo và Đài Phát thanh – Truyền hình Thanh Hóa  | TTV |
| Báo và phát thanh, truyền hình Thái Nguyên     | TN |
| Báo và phát thanh, truyền hình Tuyên Quang     | TTV |
| Báo và phát thanh, truyền hình Vĩnh Long       | THVL1, THVL2, THVL3, THVL4 |
| Kênh quốc tế                                   | Xem thêm thông tin: en:List of television channels in Vietnam § International Channels |

## Các kênh đã ngừng phát sóng
Trước đây, một số đài phát thanh - truyền hình tỉnh thành phố thuộc trung ương và 1 số kênh truyền hình thuộc các cơ quan của nhà nước sở hữu đã phát sóng thử nghiệm các chương trình thứ 2, 3,...; hầu hết các kênh này chủ yếu tiếp sóng các chương trình từ Đài Truyền hình Việt Nam, Đài Truyền hình Thành phố Hồ Chí Minh và các kênh truyền hình nước ngoài. Các kênh truyền hình này chỉ phát sóng trong một thời gian ngắn, và/hoặc chỉ phát sóng trong phạm vi của tỉnh thành phố thuộc trung ương và phạm vi sở hữu của các cơ quan nhà nước chính phủ.

### Các ban, cơ quan truyền hình đã dừng hoạt động
| Cơ quan                                                   | Cơ quan                                                   | Tên kênh                                                                                                 | Ghi chú                                                                                                   |
| Đài Truyền hình Việt Nam                                  | Trung tâm truyền hình Việt Nam tại Thành phố Huế          | VTV Huế (HVTV)                                                                                           | |
| Đài Truyền hình Việt Nam                                  | Trung tâm truyền hình Việt Nam tại Thành phố Đà Nẵng      | VTV Đà Nẵng (DVTV)                                                                                       | |
| Đài Truyền hình Việt Nam                                  | Trung tâm truyền hình Việt Nam tại Phú Yên                | VTV Phú Yên (PVTV)                                                                                       | |
| Đài Truyền hình Việt Nam                                  | Trung tâm truyền hình Việt Nam tại Thành phố Cần Thơ      | VTV Cần Thơ (cũ, (CVTV)); VTV Cần Thơ 1 (CVTV1), VTV Cần Thơ 2 (CVTV2)                                   | |
| Đài Truyền hình Việt Nam                                  | Ban Thanh Thiếu niên                                      | VTV6 | |
| Báo VietNamNet                                            | Báo VietNamNet                                            | VietNamNet TV                                                                                            | |
| Đài Tiếng nói Việt Nam và Đài Truyền hình Kỹ thuật số VTC | Đài Tiếng nói Việt Nam và Đài Truyền hình Kỹ thuật số VTC | - VOVTV - VTC1, VTC2, VTC3, VTC4, VTC5, VTC6, VTC7, VTC8, VTC9, VTC10, VTC11, VTC12, VTC13, VTC14, VTC16 | |
| Thông tấn xã Việt Nam                                     | Thông tấn xã Việt Nam                                     | VNEWS (TTXVN)                                                                                            | |
| Văn Phòng Quốc Hội                                        | Văn Phòng Quốc Hội                                        | QTV Quốc Hội (Quốc Hội TV)                                                                               | Tiếp sóng VTV1                                                                                            |
| Báo Nhân Dân                                              | Báo Nhân Dân                                              | Nhân Dân TV                                                                                              | Tiếp sóng VTV1                                                                                            |
| Đài Truyền hình TP. HCM                                   | Đài Truyền hình TP. HCM                                   | HTV Co.op                                                                                                | |
| Báo và phát thanh, truyền hình An Giang                   | Báo và phát thanh, truyền hình An Giang                   | ATV2 (2013 – 2018)                                                                                       | Kênh truyền hình tiếng Khmer                                                                              |
| Báo và Đài Phát thanh – Truyền hình Bạc Liêu              | Báo và Đài Phát thanh – Truyền hình Bạc Liêu              | BLTV | |
| Đài Phát thanh – Truyền hình Bắc Giang                    | Đài Phát thanh – Truyền hình Bắc Giang                    | BGTV (BBS)                                                                                               | |
| Đài Phát thanh – Truyền hình Bắc Kạn                      | Đài Phát thanh – Truyền hình Bắc Kạn                      | TBK | |
| Đài Phát thanh – Truyền hình Bến Tre                      | Đài Phát thanh – Truyền hình Bến Tre                      | THBT | |
| Đài Phát thanh – Truyền hình Bình Dương                   | Đài Phát thanh – Truyền hình Bình Dương                   | BTV3, BTV4, BTV5, BTV6, BTV7, BTV8, BTV10, BTV11                                                         | |
| Báo Bình Định                                             | Báo Bình Định                                             | BTV | |
| Đài Phát thanh – Truyền hình và Báo Bình Phước            | Đài Phát thanh – Truyền hình và Báo Bình Phước            | BPTV1, BPTV2, BPTV3, BPTV4, BPTV5, BPTV6, BPTV25                                                         | Phát sóng trước 2008                                                                                      |
| Báo và Đài Phát thanh - Truyền hình Bình Thuận            | Báo và Đài Phát thanh - Truyền hình Bình Thuận            | BTV, BTV6                                                                                                | |
| Báo và phát thanh, truyền hình Cà Mau                     | Báo và phát thanh, truyền hình Cà Mau                     | CTV2/CTV12                                                                                               | |
| Báo và phát thanh, truyền hình Cần Thơ                    | Báo và phát thanh, truyền hình Cần Thơ                    | THCT3 | Tiếp sóng HTV7 trên kênh 3 VHF tại khu vực TP. Cần Thơ                                                    |
| Đài Phát thanh – Truyền hình Đắk Nông                     | Đài Phát thanh – Truyền hình Đắk Nông                     | PTD | |
| Báo và phát thanh, truyền hình Đồng Nai                   | Báo và phát thanh, truyền hình Đồng Nai                   | ĐNRTV4 (ĐN4-RTV), ĐNRTV9 (ĐN9-RTV)                                                                       | |
| Báo Gia Lai                                               | Báo Gia Lai                                               | THGL (GTV/GRT)                                                                                           | |
| Báo Hà Giang                                              | Báo Hà Giang                                              | HGTV | |
| Báo Hà Nam                                                | Báo Hà Nam                                                | THHN (HANAM)                                                                                             | |
| Báo và Đài Phát thanh – Truyền hình Hải Dương             | Báo và Đài Phát thanh – Truyền hình Hải Dương             | THD/HDTV (THD1/HDTV1), THD2/HDTV2                                                                        | Tiếp sóng VTV3                                                                                            |
| Đài Phát thanh – Truyền hình Hà Tây                       | Đài Phát thanh – Truyền hình Hà Tây                       | HTV | |
| Đài Phát thanh – Truyền hình Hậu Giang                    | Đài Phát thanh – Truyền hình Hậu Giang                    | HGTV | |
| Báo Hòa Bình                                              | Báo Hòa Bình                                              | HBTV (HBS)                                                                                               | |
| Báo và phát thanh, truyền hình Huế                        | Báo và phát thanh, truyền hình Huế                        | TRT(TRT1), TRT2                                                                                          | |
| Báo và phát thanh, truyền hình Khánh Hòa                  | Báo và phát thanh, truyền hình Khánh Hòa                  | KTV2 | Kênh văn hóa, thể thao & giải trí. Phát chung với VTV2 tại Khánh Hoà vào khung giờ chiều-tối (2009-2010). |
| Báo và Phát thanh – Truyền hình Kiên Giang                | Báo và Phát thanh – Truyền hình Kiên Giang                | KG (THKG10), KG1                                                                                         | |
| Trung tâm Truyền thông tỉnh Kon Tum                       | Trung tâm Truyền thông tỉnh Kon Tum                       | KRT | |
| Báo và Đài Phát thanh – Truyền hình Lạng Sơn              | Báo và Đài Phát thanh – Truyền hình Lạng Sơn              | LSTV2 | |
| Báo và Đài Phát thanh – Truyền hình Long An               | Báo và Đài Phát thanh – Truyền hình Long An               | LA34 (THLA)                                                                                              | |
| Báo Nam Định                                              | Báo Nam Định                                              | NTV | |
| Báo và phát thanh, truyền hình Ninh Bình                  | Báo và phát thanh, truyền hình Ninh Bình                  | NBTV+ | Tiếp sóng VTV3 (trước đó là VCTV2)                                                                        |
| Báo và Đài Phát thanh – Truyền hình Ninh Thuận            | Báo và Đài Phát thanh – Truyền hình Ninh Thuận            | NTV | |
| Báo Phú Yên                                               | Báo Phú Yên                                               | PTP | |
| Báo và Đài Phát thanh – Truyền hình Quảng Bình            | Báo và Đài Phát thanh – Truyền hình Quảng Bình            | QBTV | |
| Báo và Đài Phát thanh – Truyền hình Quảng Nam             | Báo và Đài Phát thanh – Truyền hình Quảng Nam             | QRT | |
| Báo và phát thanh, truyền hình Quảng Ngãi                 | Báo và phát thanh, truyền hình Quảng Ngãi                 | PTQ2 | |
| Báo và Đài Phát thanh – Truyền hình Quảng Trị             | Báo và Đài Phát thanh – Truyền hình Quảng Trị             | QRTV | |
| Báo và Đài Phát thanh – Truyền hình Sóc Trăng             | Báo và Đài Phát thanh – Truyền hình Sóc Trăng             | STV1, STV2, STV3                                                                                         | |
| Đài Phát thanh – Truyền hình Sông Bé                      | Đài Phát thanh – Truyền hình Sông Bé                      | STV | |
| Báo và Đài Phát thanh – Truyền hình Tây Ninh              | Báo và Đài Phát thanh – Truyền hình Tây Ninh              | TTV11 | |
| Báo Thái Bình                                             | Báo Thái Bình                                             | TBTV | |
| Báo và phát thanh, truyền hình Thái Nguyên                | Báo và phát thanh, truyền hình Thái Nguyên                | TN2 | Kênh văn hóa, thể thao & giải trí                                                                         |
| Báo Ấp Bắc và Đài Phát thanh – Truyền hình Tiền Giang     | Báo Ấp Bắc và Đài Phát thanh – Truyền hình Tiền Giang     | THTG | Tiếp sóng HTV7 trên kênh 12 VHF                                                                           |
| Đài Phát thanh – Truyền hình Trà Vinh                     | Đài Phát thanh – Truyền hình Trà Vinh                     | THTV, THTV2                                                                                              | |
| Báo và phát thanh, truyền hình Vĩnh Long                  | Báo và phát thanh, truyền hình Vĩnh Long                  | THVL3 (2008 - 2009)                                                                                      | Tiếp sóng VTV6 (nay VTV Cần Thơ)                                                                          |
| Đài Phát thanh – Truyền hình Vĩnh Phúc                    | Đài Phát thanh – Truyền hình Vĩnh Phúc                    | VP | |
| Báo Yên Bái                                               | Báo Yên Bái                                               | YTV | |

### VTC

#### Các kênh truyền hình quảng bá, miễn phí
- VTC1
- VTC2
- VTC3
- VTC4
- VTC5
- VTC6
- VTC7
- VTC8
- VTC9
- VTC10
- VTC11
- VTC12
- VTC13
- VTC14
- VTC16

#### Các kênh truyền hình trả tiền
| Tên kênh            | Nội dung                          | Ghi chú |
| VTC HD1             | Giải trí tổng hợp                 | 1 trong 3 kênh truyền hình thuần Việt đầu tiên của VTC phát sóng theo tiêu chuẩn độ nét cao HD. Từ năm 2014, kênh được đổi tên thành VTC1 HD, và trở thành phiên bản HD của kênh VTC1. |
| VTC HD2             | Phim truyện                       | 1 trong 3 kênh truyền hình thuần Việt đầu tiên của VTC phát sóng theo tiêu chuẩn độ nét cao HD. Kênh phát sóng các bộ phim truyền hình, điện ảnh nước ngoài. Kênh xuống sóng vào ngày 26 tháng 1 năm 2016, và trở thành luồng tiếp sóng của kênh GEM TV Asia cho đến năm 2018.                                      |
| VTC HD3             | Ca nhạc - Thời trang - Văn hóa    | 1 trong 3 kênh truyền hình thuần Việt đầu tiên của VTC phát sóng theo tiêu chuẩn độ nét cao HD. Kênh chuyển đổi thành VTC4 HD - Yeah1Family (nay là VTC4 HD) vào ngày 1 tháng 11 năm 2016. |
| VTC HD Thể thao     | Thể thao                          | Kênh truyền hình thuần Việt thứ tư của VTC phát sóng theo tiêu chuẩn độ nét cao HD, lên sóng vào ngày 11 tháng 1 năm 2011. Trước đó, kênh có tên là VTC HD4, là luồng tiếp sóng của kênh ESPN châu Á, về sau là kênh Fox Sports 3. Năm 2012, kênh được đổi tên thành VTC3 HD, trở thành phiên bản HD của kênh VTC3. |
| VTC HD5 NGC HD      | Địa lý thế giới                   | Luồng tiếp sóng của kênh National Geographic HD, phát sóng độc quyền trên hệ thống truyền hình số vệ tinh VTC HD từ 2009-2011. |
| VTC HD6 Fashion One | Thời trang                        | Luồng tiếp sóng của kênh Fashion One (trước đó, kênh tiếp sóng Fashion TV HD), phát sóng độc quyền trên hệ thống truyền hình số vệ tinh VTC HD từ 2009-2011. Trước đây kênh có nội dung tương đồng với kênh VTC HD3, do VTC biên tập và sản xuất.                                                                   |
| VTC HD7 CCTV HD     | Kênh truyền hình tiếng Trung Quốc | Luồng tiếp sóng của kênh CCTV HD, phát sóng độc quyền trên hệ thống truyền hình số vệ tinh VTC HD từ 2009-2012. Trước đó, đây là kênh thông tin dịch vụ của VTC HD. |
| VTC HD9             | Tổng hợp                          | Kênh đã trực tiếp giải bóng đá Ngoại hạng Anh, FIFA World Cup 2010 với định dạng HD cùng với VTC3, VTC HD1 và VTC HD3. Kênh xuống sóng sau khi VTC HD quy hoạch lại gói kênh chương trình trên vệ tinh Asiasat 5 vào tháng 10 năm 2011.                                                                             |
| VTC HD10            | Phim truyện Trung Quốc            | Luồng tiếp sóng của kênh phim truyện Trung Quốc CHC. Kênh dừng phát sóng vào năm 2010. |
| VTC HD VIP1         | Giải trí tổng hợp                 | Kênh giải trí tổng hợp thuần Việt của truyền hình số vệ tinh VTC HD. Kênh phát sóng độc quyền trên gói kênh HD VIP của hệ thống truyền hình số vệ tinh VTC HD từ 2010-2011. Kênh xuống sóng sau khi VTC HD quy hoạch lại gói kênh chương trình trên vệ tinh Asiasat 5 vào tháng 10 năm 2011.                        |
| VTC HD VIP2         | Ca nhạc                           | |
| VTC HD VIP3 HBO HD  | Phim truyện tổng hợp              | Luồng tiếp sóng của kênh HBO HD, phát sóng độc quyền trên gói kênh HD VIP của hệ thống truyền hình số vệ tinh VTC HD từ 2010-2011. Trước đây kênh có nội dung tương đồng với kênh VTC HD3, do VTC biên tập và sản xuất.                                                                                             |
| VTC HD VIP4 ESPN HD | Thể thao quốc tế                  | Luồng tiếp sóng của kênh thể thao ESPN HD, phát sóng độc quyền trên gói kênh HD VIP của hệ thống truyền hình số vệ tinh VTC HD từ 2010-2011. |
| VTC 3D              | Truyền hình 3D                    | Kênh truyền hình 3D của VTC HD, phát sóng thử nghiệm vào khung giờ tối trên kênh VTC HD3 vào năm 2010. |
| CEC TH              | Giải trí tổng hợp                 | Kênh giải trí tổng hợp của dịch vụ truyền hình cáp CEC (VTC Cable), phát sóng độc quyền trên hệ thống truyền hình cáp số (DVB-C) của CEC. Kênh dừng phát sóng vào cuối năm 2012, sau khi VTC bán lại mảng kinh doanh truyền hình cáp cho Truyền hình cáp Việt Nam (VCTV).                                           |
| CEC FILM            | Phim truyện                       | Kênh phim truyện của dịch vụ truyền hình cáp CEC (VTC Cable), phát sóng độc quyền trên hệ thống truyền hình cáp số (DVB-C) của CEC. Kênh dừng phát sóng vào năm 2011. |
| VTC IPTV            | Tổng hợp                          | Kênh phát sóng trên hệ thống IPTV của VTC. |

### Các kênh cáp & IPTV
| Tên kênh                 | Nội dung | Tên cũ                   | Ghi chú |                                                                                          |
| QCTV1                    | Tổng hợp |                          | Kênh truyền hình cáp của Truyền hình cáp Quy Nhơn (QCATV)                                                                                        |                                                                                          |
| QCTV2                    | Tổng hợp |                          | Kênh truyền hình cáp của Truyền hình cáp Quy Nhơn (QCATV)                                                                                        |                                                                                          |
| QCTV3                    | Tổng hợp |                          | Kênh truyền hình cáp của Truyền hình cáp Quy Nhơn (QCATV)                                                                                        |                                                                                          |
| ARICO                    | Tổng hợp |                          | Kênh truyền hình cáp của Truyền hình cáp ARICO - Sông Thu tại Đà Nẵng (nay là VTVCab Đà Nẫng).                                                   |                                                                                          |
| HCATV                    | Tổng hợp | Hanoicab                 | Kênh giải trí tổng hợp của Truyền hình cáp Hà Nội, do Đài PT-TH Hà Nội biên tập và sản xuất.                                                     |                                                                                          |
| HCATV 1                  | Tổng hợp | Hanoicab 1               | Kênh giải trí tổng hợp của Truyền hình cáp Hà Nội, do Đài PT-TH Hà Nội biên tập và sản xuất.                                                     |                                                                                          |
| HCATV 2                  | Tổng hợp | Hanoicab 2               | Kênh giải trí tổng hợp của Truyền hình cáp Hà Nội, do Đài PT-TH Hà Nội biên tập và sản xuất.                                                     |                                                                                          |
| HCATV 3                  | Tổng hợp | Hanoicab 3               | Kênh giải trí tổng hợp của Truyền hình cáp Hà Nội, do Đài PT-TH Hà Nội biên tập và sản xuất.                                                     |                                                                                          |
| HCATV 4                  | Tổng hợp | Hanoicab 4               | Kênh giải trí tổng hợp của Truyền hình cáp Hà Nội, do Đài PT-TH Hà Nội biên tập và sản xuất.                                                     |                                                                                          |
| HCATV 5                  | Tổng hợp | Hanoicab 5               | Kênh giải trí tổng hợp của Truyền hình cáp Hà Nội, do Đài PT-TH Hà Nội biên tập và sản xuất.                                                     |                                                                                          |
| HCATV 6                  | Tổng hợp | Hanoicab 6               | Kênh giải trí tổng hợp của Truyền hình cáp Hà Nội, do Đài PT-TH Hà Nội biên tập và sản xuất.                                                     |                                                                                          |
| NCTV                     | Tổng hợp |                          | Kênh giải trí tổng hợp của Truyền hình cáp Hà Nội, do Đài PT-TH Hà Nội biên tập và sản xuất.                                                     | Kênh thông tin giải trí tổng hợp thuộc Truyền hình cáp Nam Định (nay là VTVCab Nam Định) |
| SCTV                     | Tổng hợp |                          | Kênh riêng thuộc Truyền hình cáp VCTV Sơn La (nay là SCTV Sơn La)                                                                                |                                                                                          |
| CTD1                     | Tổng hợp |                          | Kênh thông tin - giải trí tổng hợp của Truyền hình cáp Tây Đô (TP. Cần Thơ) (nay là SCTV Cần Thơ)                                                |                                                                                          |
| CTD2                     | Tổng hợp |                          | Kênh thông tin - giải trí tổng hợp của Truyền hình cáp Tây Đô (TP. Cần Thơ) (nay là SCTV Cần Thơ)                                                |                                                                                          |
| THPC                     | Tổng hợp |                          | Kênh riêng của Truyền hình cáp Hải Phòng, do Đài PT-TH Hải Phòng (THP) biên tập và sản xuất.                                                     |                                                                                          |
| KTVC                     | Tổng hợp |                          | Kênh truyền hình cáp của Truyền hình cáp Khánh Hoà (nay là VTVCab Khánh Hoà)                                                                     |                                                                                          |
| EG Homeshopping          | Tổng hợp | VNK EG Homeshopping      | Kênh mua sắm trên truyền hình của Truyền hình cáp EG-VCTV Hải Phòng (nay là EG-VTVCab Hải Phòng), hợp tác với Truyền hình cáp Hà Nội (Hanoicab). |                                                                                          |
| NA-VCTV                  | Tổng hợp |                          | Kênh giải trí tổng hợp của Truyền hình Cáp Việt Nam - Nghệ An (nay là VTVCab Nghệ An).                                                           |                                                                                          |
| VTVCab 11                | Tổng hợp | VCTV11                   | kênh mua sắm của Truyền hình Cáp Việt Nam |                                                                                          |
| VTVCab 14                | Tổng hợp | VCTV14                   | kênh mua sắm của Truyền hình Cáp Việt Nam |                                                                                          |
| QNCTV                    | Tổng hợp |                          | Kênh thông tin dịch vụ của Truyền hình cáp Alpha Quảng Ninh (nay là VTVCab Quảng Ninh).                                                          |                                                                                          |
| NTH                      | Tổng hợp | DCTV (Đắk Lắk, Đắk Nông) | Kênh riêng của Truyền hình cáp NTH tại Đà Nẵng, Phú Yên, Đắk Lắk, Đắk Nông và Lâm Đồng.                                                          |                                                                                          |
| HDCTV                    | Tổng hợp |                          | Kênh thông tin dịch vụ của Truyền hình cáp Hải Dương (nay là VTVCab Hải Dương).                                                                  |                                                                                          |
| HBCTV                    | Tổng hợp |                          | Kênh giải trí tổng hợp của Truyền hình cáp Hòa Bình (nay là VTVCab Hòa Bình).                                                                    |                                                                                          |
| OneTV                    | Tổng hợp |                          | Kênh riêng của Truyền hình FPT Play sản xuất, phát trên hệ thống IPTV                                                                            |                                                                                          |
| Pladio                   | Tổng hợp |                          | Kênh riêng của Truyền hình FPT Play sản xuất, phát trên hệ thống IPTV                                                                            |                                                                                          |
| MyTV HD                  | Tổng hợp |                          | Kênh giải trí tổng hợp của Truyền hình MyTV (VASC, nay là VNPT Media) sản xuất, phát trên hệ thống IPTV                                          |                                                                                          |
| MyTV Đặc sắc             | Tổng hợp |                          | Kênh giải trí tổng hợp của Truyền hình MyTV (VASC, nay là VNPT Media) sản xuất, phát trên hệ thống IPTV                                          |                                                                                          |
| KeengTV                  | Tổng hợp |                          | Kênh âm nhạc của Truyền hình ViettelTV (IPTV) sản xuất, phát trên hệ thống IPTV                                                                  |                                                                                          |
| THVLC                    | Tổng hợp |                          | Kênh phim truyện của Truyền hình cáp Vĩnh Long (nay là Truyền hình cáp Phương Nam của THVL)                                                      |                                                                                          |
| LifeTV                   | Tổng hợp |                          | Kênh riêng của Truyền hình NextTV (nay là ViettelTV), phát trên hệ thống IPTV.                                                                   |                                                                                          |
| VOD Phim HD              | Tổng hợp |                          | Kênh riêng của Truyền hình NextTV (nay là ViettelTV), phát trên hệ thống IPTV.                                                                   |                                                                                          |
| VOD Hoạt hình HD         | Tổng hợp |                          | Kênh riêng của Truyền hình NextTV (nay là ViettelTV), phát trên hệ thống IPTV.                                                                   |                                                                                          |
| Phim hay                 | Tổng hợp |                          | Kênh thuộc quyền sở hữu của truyền hình cáp Hà Nội (Hanoicab nay là HCATV) phát trên hệ thống của truyền hình cáp                                |                                                                                          |
| MOV                      | Tổng hợp |                          | Kênh thuộc quyền sở hữu của truyền hình cáp Hà Nội (Hanoicab nay là HCATV) phát trên hệ thống của truyền hình cáp                                |                                                                                          |
| HiTV                     | Tổng hợp |                          | Kênh thuộc quyền sở hữu của truyền hình cáp Hà Nội (Hanoicab nay là HCATV) phát trên hệ thống của truyền hình cáp                                |                                                                                          |
| ANTG (An Ninh Thế Giới)  | Tổng hợp |                          | Kênh thuộc quyền sở hữu của truyền hình cáp Hà Nội (Hanoicab nay là HCATV) phát trên hệ thống của truyền hình cáp                                |                                                                                          |
| Shopping 24h             | Tổng hợp |                          | Kênh thuộc quyền sở hữu của truyền hình cáp Hà Nội (Hanoicab nay là HCATV) phát trên hệ thống của truyền hình cáp                                |                                                                                          |
| HTVC mua sắm & Tiêu dùng | Tổng hợp |                          | kênh thuộc truyền hình cáp Thành Phố Hồ Chí Minh (HTVC)                                                                                          |                                                                                          |
| HTVC thể thao            | Tổng hợp |                          | kênh thuộc truyền hình cáp Thành Phố Hồ Chí Minh (HTVC)                                                                                          |                                                                                          |

### Các kênh cũ
| Tên kênh                   | Nội dung                                                      | Ghi chú |
| Yantv                      | Âm nhạc                                                       | Kênh truyền hình âm nhạc của Yan Group lên sóng thử nghiệm từ ngày 01/12/2008, chính thức lên sóng vào ngày 16/06/2009 và ngừng phát sóng vào ngày 01/04/2018 & trả về cho SCTV. |
| UNI Channel                | Giải trí                                                      | Lên sóng vào ngày 01/04/2018 và ngừng phát sóng ngày 01/06/2018. |
| UM Channel                 | Âm nhạc                                                       | Phát Trên hệ thống của VTVcab. |
| BTV6 - Vietteen            | Thể thao (2011 - 2012), Ca nhạc dành cho giới trẻ (2011-2019) | Hợp tác với Đài Phát thanh - Truyền hình Bình Dương, lên sóng từ năm 2011. Kênh được trả lại cho BTV vào tháng 9 năm 2019. |
| BTV11 - SAM                | Thiếu nhi                                                     | Hợp tác với Đài Phát thanh - Truyền hình Bình Dưong, lên sóng từ năm 2011. Kênh được trả lại cho BTV vào tháng 9 năm 2019. |
| Nhạc Cách mạng             | Nhạc cách mạng                                                | Kênh phát thanh có hình chuyên biệt về nhạc cách mạng của AVG, hợp tác với Truyền hình cáp Hà Nội (Hanoicab), lên sóng từ 2011 đến 2019. |
| Nhạc Dân tộc               | Nhạc dân tộc                                                  | Kênh phát thanh có hình chuyên biệt về nhạc dân tộc của AVG, hợp tác với Truyền hình cáp Hà Nội (Hanoicab), lên sóng từ 2011 đến 2019. |
| Nhạc Trẻ                   | Nhạc trẻ                                                      | Kênh phát thanh có hình chuyên biệt về nhạc trẻ của AVG, hợp tác với Truyền hình cáp Hà Nội, lên sóng từ 2011 đến 2019. |
| Nhạc Trữ tình              | Nhạc trữ tình                                                 | Kênh phát thanh có hình chuyên biệt về nhạc trữ tình của AVG, hợp tác với Truyền hình cáp Hà Nội, lên sóng từ 2011 đến 2019. |
| Nhạc Cổ điển               | Nhạc cổ điển                                                  | Kênh phát thanh có hình chuyên biệt về âm nhạc cổ điển của AVG, hợp tác với Truyền hình cáp Hà Nội, lên sóng từ 2011 đến 2019. |
| Đọc Sách                   | Đọc sách                                                      | Kênh phát thanh đọc sách có hình của AVG, hợp tác với Truyền hình cáp Hà Nội, lên sóng từ 2011 đến 2019. |
| Thiên đường của Bé         | Nhạc thiếu nhi                                                | Kênh phát thanh có hình chuyên biệt về nhạc thiếu nhi của AVG, hợp tác với Truyền hình cáp Hà Nội, lên sóng từ 2011 đến 2019. |
| Nhạc Nam Bộ                | Nhạc Nam Bộ                                                   | Kênh phát thanh có hình chuyên biệt về âm nhạc Nam Bộ của AVG, hợp tác với Truyền hình cáp Hà Nội, lên sóng từ 2011 đến 2019. |
| Nhạc Nhẹ                   | Nhạc nhẹ                                                      | Kênh phát thanh có hình chuyên biệt về nhạc nhẹ của AVG, hợp tác với Truyền hình cáp Hà Nội, lên sóng từ 2011 đến 2019. |
| Vietnamnet TV              | Tin tức - Giải trí tổng hợp                                   | Kênh truyền hình của Báo Vietnamnet, lên sóng vào năm 2003 và dừng phát sóng vào năm 2021. |
| Astro Cảm xúc              | Phim truyện                                                   | Kênh phim truyện tổng hợp, là sự hợp tác giữa công ty BHD, truyền hình cáp HTVC và Astro (Malaysia), lên sóng từ năm 2008 và dừng phát sóng vào năm 2013. |
| Zee Phim                   | Phim truyện & Giải trí Ấn Độ                                  | Phát trên truyền hình cáp HTVC. |
| IMovie TV                  | phim truyện & giải trí tổng hợp                               | lên sóng từ ngày 01/05/2012 và ngừng phát sóng ngày 01/01/2021 |
| FBNC                       | Kinh tế - Tài chính                                           | Kênh truyền hình đầu tiên tại Việt Nam thực hiện sản xuất và phát sóng chương trình theo định dạng Full HD, đã dừng phát sóng từ ngày 1 tháng 1 năm 2022. |
| BTV10 - NCM                | Thể thao - Giải trí                                           | Kênh truyền hình thể thao & giải trí của AVG, hợp tác với Đài Phát thanh - Truyền hình Bình Dương, lên sóng từ năm 2011 và dừng phát sóng vào ngày 5 tháng 1 năm 2022. |
| BPTV3 - ANT                | Hoạt hình - Thiếu nhi                                         | Kênh thiếu nhi của ANT Media (trước đây là AVG), hợp tác với Đài Phát thanh - Truyền hình và Báo Bình Phước, lên sóng từ ngày 1/7/2017 và ngừng phát sóng vào ngày 1/7/2022. Đây là kênh truyền hình cuối cùng của hệ thống Truyền hình AVG sản xuất ngừng phát sóng |
| MTV Việt Nam               | Âm nhạc                                                       | Kênh truyền hình âm nhạc của Viacom, hợp tác với Ban biên tập Truyền hình Cáp (nay là Ban biên tập Truyền hình Đa phương tiện) - Đài Truyền hình Việt Nam, lên sóng từ 1/7/2011 đến 1/2/2015, hợp tác với Tập đoàn IMC từ 2/2/2015 và đã ngừng phát sóng vào ngày 1/1/2023. |
| Paramount Channel Việt Nam | Phim điện ảnh                                                 | Kênh phim điện ảnh của Viacom, hợp tác với Tập đoàn truyền thông IMC, lên sóng vào ngày 18/12/2016 với tên gọi Paramount Channel Việt Nam, được phát trên kênh HTVC Phim. Kênh đã dừng phát sóng vào ngày 01/01/2023. |
| ANTG (An Ninh Thế Giới)    | Tin tức - văn hóa - thể thao - du lịch                        | Lên sóng từ ngày 28/09/2009. Từ ngày 17/7/2013, kênh được chủ quản bởi Hanoicab. Từ giữa năm 2014 đến cuối năm 2021, kênh được quản lý bởi AVG. Từ ngày 01/01/2022 đến ngày 01/08/2022, kênh được chủ quản bởi SCTV do AVG bàn giao. Từ ngày 13/08/2022 đến ngày 30/06/2023, kênh được chủ quản bởi FBNC. Kênh ngừng phát sóng vào ngày 29/08/2023, kênh này đã quay trở lại vào ngày 05/10/2023 rồi sau đó ngừng phát sóng vĩnh viễn. |
| HTVC Mua sắm & Tiêu dùng   | Mua sắm                                                       | Lên sóng vào ngày 01/01/2008 và ngừng phát sóng ngày 27/11/2023 |
| Phim hay                   | Phim truyện                                                   | Lên sóng vào ngày 11/11/2011. Từ ngày 11/11/2011 đến ngày 13/02/2022, kênh được chủ quản bởi AVG. Từ ngày 14/02/2022 đến 31/07/2022, kênh được chủ quản bởi SCTV. Từ ngày 13/08/2022 kênh được Hanoicab quản lý nội dung. Từ ngày 03/01/2024, kênh chính thức ngắt sóng hoàn toàn cũng như ngừng phát sóng. |
| ON Sports Action           | Thể thao hành động                                            | Lên sóng vào ngày 01/03/2023 và ngừng phát sóng ngày 04/07/2024 |
| Quốc Hội TV                | Chính trị                                                     | Lên sóng vào ngày 06/01/2015 và ngừng phát sóng ngày 01/01/2025 |
| VOVTV                      | Văn hóa                                                       | Kênh truyền hình của Đài Tiếng nói Việt Nam, phát sóng thử nghiệm từ ngày 07/09/2008 và phát sóng chính thức từ ngày 07/09/2009. Từ ngày 03/01/2025 đến ngày 07/01/2025 kênh ngừng phát sóng tạm thời. Từ ngày 15/01/2025 kênh chính thức ngừng phát sóng. |
| Nhân Dân TV                | Tin tức - Thời sự - Giải trí                                  | Kênh truyền hình của Báo Nhân dân, lên sóng thử nghiệm từ ngày 21/06/2015 đến ngày 31/08/2015. Lên sóng chính thức từ ngày 01/09/2015. Từ ngày 15/01/2025 kênh chính thức ngừng phát sóng. |
| VNEWS (TTXVN)              | Tin tức - Thời sự - Thiết yếu                                 | Kênh truyền hình Thông tấn xã Việt Nam, lên sóng thử nghiệm từ ngày 7/6/2010. Lên sóng chính thức từ ngày 25/8/2010. Kênh chính thức ngừng phát sóng từ ngày 16/01/2025. |

### Các đài truyền thanh - truyền hình[ghi chú 1]
Ngoài các đài phát thanh - truyền hình cấp địa phương đang hoạt động, còn có các đài truyền thanh - truyền hình cấp huyện, thuộc các tỉnh trên cả nước. Các đài này thường phát sóng chương trình truyền hình của mình trên kênh tần số tiếp phát lại các kênh chương trình của Đài Truyền hình Việt Nam vào một khung giờ trong ngày trước đây. Hiện nay, các đài này đã dừng phát sóng truyền hình sau khi hoàn thành số hóa truyền hình ở từng địa phương, chỉ phát sóng chương trình trên Internet, mạng xã hội và trên sóng truyền hình địa phương (trừ Truyền hình Côn Đảo hiện đang phát sóng trên kênh 35 UHF DVB-T2 do SDTV truyền dẫn)

### Truyền hình quân đội
Các kênh truyền hình quân đội địa phương được phát sóng tại một số tỉnh thành ở Việt Nam như Ninh Bình, Thái Bình... qua hệ truyền hình tương tự mặt đất (analog) từ kênh 13 VHF đến kênh 20 UHF, do các đơn vị quân đội tỉnh quản lý. Các kênh này đã dừng phát sóng từ trước 2020. 